# Apericallia
Apericallia là một chi bướm đêm thuộc họ Geometridae.